# Abderrazak Charik
Abderrazak Charik (* 19. September 1997 in Barika) ist ein algerisch-französischer Leichtathlet, der sich auf den Langstreckenlauf spezialisiert hat. Seit März 2025 ist er international für Algerien startberechtigt.

## Sportliche Laufbahn
Erste internationale Erfahrungen sammelte Abderrazak Charik im Jahr 2016, als er bei den U20-Weltmeisterschaften in Bydgoszcz mit 29:51,75 min auf den 14. Platz im 10.000-Meter-Lauf gelangte. Im Dezember wurde er bei den Crosslauf-Europameisterschaften in Chia in 17:34 min Zehnter im U20-Rennen und sicherte sich in der Teamwertung die Goldmedaille. Bei den Crosslauf-Europameisterschaften 2019 in Lissabon in 32:32 min 53. im Einzelrennen und im Jahr darauf lief er bei den Halbmarathon-Weltmeisterschaften 2020 in Gdynia nach 1:02:58 h auf dem 57. Platz ein. 2025 startete er für Algerien bei den Arabischen Meisterschaften in Oran und belegte dort in 1:05:13 h den vierten Platz im Halbmarathon.

## Persönliche Bestleistungen
- 10.000 Meter: 28:36,33 min, 12. Juni 2021 in Leiden
- Halbmarathon: 1:01:43 h, 28. Januar 2024 in Sevilla
- Marathon: 2:07:20 h, 1. Dezember 2024 in Valencia